# USS Ray (SSN-653)
USS Ray (SSN-653) – amerykański myśliwski okręt podwodny z napędem atomowym typu Sturgeon. Wyposażony był w pociski przeciwokrętowe Harpoon oraz rakietowe pociski przeciwpodwodne SUBROC z głowicą jądrową W55 o mocy 5 kT, a także w 23 torpedy Mk. 48 ADCAP i minotorpedy Mk. 60 Captor. "Ray" zwodowano 21 czerwca 1966 roku w stoczni Newport News. Okręt został przyjęty do służby operacyjnej w marynarce wojennej Stanów Zjednoczonych 12 kwietnia 1967 roku, którą pełnił do 16 marca 1993 roku.